# چوسوکابه کونیچیکا
چُوسُوکابه کونیچیکا (به ژاپنی: 長宗我部 国親 Chōsokabe Kunichika); ۱ ژانویهٔ ۱۵۰۴ – ۸ ژوئیهٔ ۱۵۶۰) سامورایی و پدر چوسوکابه موتوچیکا از اهالی ولایت توسا در ژاپن بود.